# Pasza (stacja kolejowa)
Pasza (ros. Паша) – stacja kolejowa w miejscowości Pasza, w rejonie wołchowskim, w obwodzie leningradzkim, w Rosji. Położona jest na linii Wołchow - Murmańsk.